# Tulia (zespół muzyczny)
Tulia – polski zespół wykonujący muzykę z elementami folku, założony w 2017 w Szczecinie.
Za swój debiutancki album pt. Tulia (2018) uzyskały certyfikat platynowej płyty. Dwukrotne zwyciężczynie konkursu „Premiery” w ramach Krajowego Festiwalu Piosenki Polskiej w Opolu (2018 i 2023). Laureatki Fryderyka za fonograficzny debiut roku (2019). Reprezentantki Polski w 64. Konkursie Piosenki Eurowizji (2019). 

## Historia zespołu
W październiku 2017 na oficjalnym profilu zespołu Depeche Mode na Facebooku opublikowany został cover „Enjoy the Silence” w wykonaniu grupy śpiewaczek i muzyków folkowych ubranych w tradycyjne narodowe stroje. W następnym miesiącu Tulia Biczak, Patrycja Nowicka i Joanna Sinkiewicz założyły zespół Tulia, do którego dołączyła jeszcze Dominika Siepka. W lutym 2018 wydały teledysk do coveru piosenki „Enjoy the Silence”, który niedługo po premierze uzyskał miliony wyświetleń w serwisie YouTube. W tym samym miesiącu opublikowały teledysk do coveru piosenki Dawida Podsiadły „Nieznajomy”, który osiągnął podobną ilość wyświetleń na YouTube. 25 maja 2018 wydały debiutancki album studyjny, zatytułowany Tulia, na którym na prośbę fanów umieściły covery piosenek polskich i zagranicznych artystów i autorskie kompozycje: „Jeszcze Cię nie ma” i „Wstajemy już”. Album w ciągu tygodnia od premiery pokrył się złotem. 9 czerwca wystąpiły podczas koncertu „Premiery” z utworem „Jeszcze Cię nie ma” na 55. Krajowym Festiwalu Piosenki Polskiej w Opolu. Zespół zdobył na tym konkursie trzy statuetki: nagrodę jurorów, nagrodę publiczności oraz przygotowaną na tę okazję nagrodę specjalną od ZAiKS. Po tym wyruszyły w letnią trasę koncertową po Polsce. W październiku odbyły trasę koncertową. 16 listopada wydały reedycję debiutanckiej płyty, wzbogaconą o pięć autorskich piosenek: „Trawnik” (z gościnnym udziałem Kasi Kowalskiej), „Nie zabieraj”, „Dreszcze”, „Nasza kołysanka” (z gościnnym udziałem Marcina Wyrostka) i „Pali się”. Album dystrybuowany przez Universal Music Polska zadebiutował na siódmym miejscu listy 50 najlepiej sprzedających się płyt w Polsce, uzyskał status złotej, a następnie platynowej płyty, sprzedając się w nakładzie przekraczającym 30 tys. egzemplarzy. W grudniu opublikowały teledysk do coveru „Nothing Else Matters” zespołu Metallica.
15 lutego 2019 zostały ogłoszone reprezentantkami Polski w 64. Konkursie Piosenki Eurowizji na którym wykonały utwór „Fire of Love (Pali się)”. Przed udziałem w konkursie otrzymały nagrodę Fryderyka za fonograficzny debiut roku i nominację w kategorii nowe wykonanie (za album Tulia) oraz odbyły promocyjną trasę koncertową po Europie. 14 maja wystąpiły podczas I półfinału Eurowizji i zajęły 11. miejsce z wynikiem 120 punktów (8. miejsce u telewidzów i 11. miejsce u jurorów); do awansu do finału zabrakło dwóch punktów. W sierpniu wystąpiły na Pol’and’Rock Festivalu, następnie wyleciały w trasę koncertową do Chin. 
21 maja 2021 wydały autorski album pt. Półmrok, który promowały single: „Rzeka”, „Burza”, „Marcowy” i „Przepięknie”. Za płytę były nominowane do Fryderyka w kategorii muzyka korzeni/blues. 11 listopada otrzymały nagrodę Hanys za „poruszanie wrażliwości muzycznej odbiorcy poprzez wprowadzenie do nowoczesnej muzyki rozrywkowej elementów folkowych, białego śpiewu i instrumentów ludowych”. 26 listopada wydały świąteczny album pt. Nim gwiazda zgaśnie.
W czerwcu 2023, za utwór „Przerwany”, który nagrały w duecie z Haliną Mlynkovą, otrzymały nagrodę publiczności im. Karola Musiała podczas konkursu „Premiery” w ramach 60. KFPP w Opolu. W tym samym roku wzięły udział w nagraniu partii wokalnych do gry komputerowej Cyberpunk 2077: Czas Wolności (Phantom Liberty),wypuściły cover utworu Brathanków „Czerwone korale” i wydały singiel „Ćmy" z gościnnym udziałem zespołu Pectus. W 2024 nawiązały współpracę z Kubi Producent i raperem Szpaku, śpiewając w utworze „Pusty pokój, ale płyty diamentowe” z albumu pt. Sen, którego nigdy nie miałem. W ramach współpracy wystąpiły z duetem na kilku hiphopowych festiwalach i koncertach. Również w 2024 nagrały partie chórku do folkowego, lekkiego singla Vixena „Jagódki”.

## Skład
- Tulia Białobrzeska (Biczak) – śpiew (od 2017)
- Patrycja Nowicka – śpiew (od 2017)
- Dominika Siepka – śpiew (od 2017)

## Dyskografia

### Albumy studyjne
| Rok                                                     | Dane dot. albumu                                                                                                   | Najwyższa pozycja na liście | Certyfikat             | Sprzedaż       |
| Rok                                                     | Dane dot. albumu                                                                                                   | POL                         | Certyfikat             | Sprzedaż       |
| ------------------------------------------------------- | --- | --------------------------- | ---------------------- | -------------- |
| 2018                                                    | Tulia - Wydany: 25 maja 2018 - Wytwórnia: Universal Music Polska - Format: CD, digital download, winyl             | 7                           | - POL: platynowa płyta | - POL: 30 000+ |
| 2021                                                    | Półmrok - Wydany: 21 maja 2021 - Wytwórnia: Universal Music Polska - Format: CD, digital download                  | –                           |                        |                |
| 2021                                                    | Nim gwiazda zgaśnie - Wydany: 26 listopada 2021 - Wytwórnia: Universal Music Polska - Format: CD, digital download | –                           |                        |                |
| „–” oznacza, że album nie był notowany na danej liście. | |                             |                        |                |

### Single
| Rok | Tytuł                              | Najwyższe pozycje na listach | Najwyższe pozycje na listach | Album               |
| Rok | Tytuł                              | LP3                          | SLiP                         | Album               |
| --- | ---------------------------------- | ---------------------------- | ---------------------------- | ------------------- |
| 2017 | „Enjoy the Silence”                | –                            | –                            | Tulia (+ reedycja)  |
| 2018 | „Nieznajomy”                       | –                            | –                            | Tulia (+ reedycja)  |
| 2018 | „Jeszcze Cię nie ma”               | 8                            | 18                           | Tulia (+ reedycja)  |
| 2018 | „Wstajemy już”                     | –                            | –                            | Tulia (+ reedycja)  |
| 2018 | „Pali się”                         | –                            | –                            | Tulia (+ reedycja)  |
| 2019 | „Fire of Love (Pali się)”          | –                            | 34                           | Półmrok             |
| 2019 | „Trawnik” (oraz Kasia Kowalska)    | –                            | –                            | Tulia (+ reedycja)  |
| 2019 | „Długość dźwięku samotności"       | –                            | –                            |                     |
| 2019 | „Rzeka”                            | –                            | –                            | Półmrok             |
| 2020 | „Burza”                            | X                            | –                            | Półmrok             |
| 2021 | „Marcowy”                          | X                            | –                            | Półmrok             |
| 2021 | „Przepięknie”                      | X                            | –                            | Półmrok             |
| 2021 | „Narkotyk”                         | X                            | –                            | Półmrok             |
| 2021 | „Nim gwiazda zgaśnie”              | X                            | –                            | Nim gwiazda zgaśnie |
| 2023 | „Przerwany” (oraz Halina Mlynkova) | X                            | 25                           | –                   |
| 2023 | „Ćmy” (oraz Pectus)                | X                            | –                            | –                   |
| | „Czerwone korale"                  |                              |                              |                     |
| „–” oznacza, że singel nie był notowany na danej liście. „X” oznacza, że lista nie istniała w danym okresie. |                                    |                              |                              |                     |

### Z gościnnym udziałem
| Rok                                                      | Tytuł                                                                           | Najwyższe pozycje na listach | Najwyższe pozycje na listach | Certyfikat         | Sprzedaż       | Album                         |
| Rok                                                      | Tytuł                                                                           | POL (streaming)              | POL (Billboard)              | Certyfikat         | Sprzedaż       | Album                         |
| -------------------------------------------------------- | ------------------------------------------------------------------------------- | ---------------------------- | ---------------------------- | ------------------ | -------------- | ----------------------------- |
| 2024                                                     | „Pusty pokój, ale płyty diamentowe” (Kubi Producent, gościnnie: Szpaku i Tulia) | 15                           | 15                           | - POL: złota płyta | - POL: 25 000+ | Sen, którego nigdy nie miałem |
| 2024                                                     | „Jagódki” (Vixen, gościnnie: Tulia)                                             | –                            | –                            |                    |                | –                             |
| „–” oznacza, że singel nie był notowany na danej liście. |                                                                                 |                              |                              |                    |                |                               |

### Inne
| Rok  | Album                                            | Uwagi                                                      | Źródło |
| ---- | ------------------------------------------------ | ---------------------------------------------------------- | ------ |
| 2019 | Różni wykonawcy – Pectus „KOBIETY / Młynarski”   | Wykonanie utworu „Dwa miasta"                              | [ 36 ] |
| 2023 | Cyberpunk 2077: Phantom Liberty (Original score) | Wykonanie wszystkich partii wokalnych w soundtracku do gry | [ 37 ] |
| 2024 | Różni wykonawcy – „Lipcowe’45”                   | Wykonanie utworów „Przed snem” i „W drzwiach”              | [ 38 ] |

## Nagrody i nominacje
| Rok  | Konkurs        | Kategoria | Rezultat  | Źródło |
| ---- | -------------- | --- | --------- | ------ |
| 2018 | Premiery 2018  | Nagroda jury, publiczności i specjalna nagroda ZAiKS utwór „Jeszcze Cię nie ma“ | Wygrana   | [ 39 ] |
| 2019 | Fryderyki 2019 | Fonograficzny debiut roku | Wygrana   | [ 17 ] |
| 2019 | Fryderyki 2019 | Nowe wykonanie (Tulia) | Nominacja | [ 17 ] |
| 2021 | Hanysy         | Hanys za rok 2021 za "poruszanie wrażliwości muzycznej odbiorcy poprzez wprowadzenie do nowoczesnej muzyki rozrywkowej elementów folkowych, białego śpiewu i instrumentów ludowych" | Wygrana   | [ 40 ] |
| 2022 | Fryderyki 2022 | Album roku muzyka korzeni / blues (Półmrok) | Nominacja | [ 41 ] |
| 2023 | Premiery 2023  | Nagroda publiczności utwór „Przerwany" feat. Halina Mlynkova | Wygrana   | [ 42 ] |